# Vittorio Torre
Pour les articles homonymes, voir Torre.
Pour les autres joueurs d'échecs nommés Torre, voir Carlos Torre et Eugenio Torre.
Vittorio Torre (né à Turin et mort le 16 janvier 1921 dans la même ville) est un joueur d'échecs italien  qui fut champion d'échecs d'Italie à Turin en 1895, devant Beniamino Vergani.